# نوط أم المعارك
نوط أم المعارك وهو اخر الانواط العراقية في الترتيب قبل 2003. اوجد هذا النوط بعد حرب الخليج الثانية وتحرير الكويت من قبل صدام حسين حيث أطلق اسم ام المعارك على الحرب التي دارت بين الجيش العراقي وقوات التحالف المكونة من أكثر من ثلاثين دولة لتحرير الكويت.
عند انتهاء الحرب اعطي هذا النوط إلى المشاركين في الحرب من افراد الجيش العراقي واعضاءحزب البعث وبعض المدنيين للقيام باعمال بطولية أثناء الحرب وهناك أيضا شاره ام المعارك ووسام ام المعارك من الدرجة الاولئ والثانية والثالثه والذي يشابه وسام القادسية لكن مع اختلاف التسمية والتواريخ.